# Список млекопитающих, занесённых в Красную книгу Курганской области
Список млекопитающих, занесенных в Красную книгу Курганской области — состоит из 16 видов и подвидов.

## Млекопитающие(лат.Mammalia)
Звездочкой помечены виды, занесённые в Красную книгу России (*)

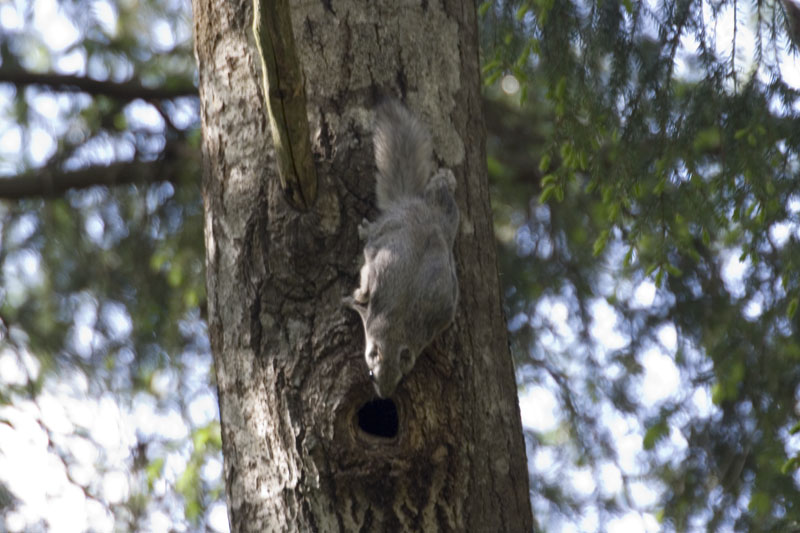
Обыкновенная летяга

### Отряд Насекомоядные
- Семейство Кротовые
  - Русская выхухоль (Desmana moschata)*

- Семейство Землеройковые
  - Барабинская крошечная бурозубка (Sorex minutissimus barabensis)
  - Западносибирская крупнозубая бурозубка (Sorex daphaenodon scaloni)

### Отряд Рукокрылые
- Семейство Гладконосые
  - Водяная ночница (Myotis daubentonii)
  - Прудовая ночница (Myotis dasycneme)
  - Нетопырь Натузиуса, лесной (Pipistrellus nathusii)
  - Двухцветный кожан (Vespertilio murinus)
  - Бурый ушан (Plecotus auritus)

### Отряд Грызуны
- Семейство Беличьи
  - Обыкновенная летяга (Pteromys volans)
  - Притобольская белка (Sciurus vulgaris golzmajeri)
  - Сурок-байбак (Marmota bobak)

- Семейство Мышовковые
  - Степная мышовка (Sicista subtilis)

- Семейство Пятипалые тушканчики
  - Большой тушканчик (Allactaga major)

- Семейство Хомяковые
  - Хомячок Эверсманна (Allocricetulus eversmanni)
  - Джунгарский хомячок (Phodopus sungorus)
  - Степная пеструшка (Lagurus lagurus)